# 宮内宏二
宮内 宏二（みやうち こうじ、1933年6月26日 - 2022年1月10日）は元・ヤマト運輸代表取締役相談役。愛媛県川之江市出身。趣味はゴルフ。

## 来歴
- 1951年3月　-　愛媛県立川之江高等学校を卒業。
- 1957年3月　-　中央大学法学部を卒業と同時にヤマト運輸に入社。
- 1976年3月　-　ヤマト運輸人事課長。
- 1980年3月　-　ヤマト運輸関東支社長。
- 1981年3月　-　ヤマト運輸取締役。
- 1983年3月　-　ヤマト運輸常務取締役。
- 1989年3月　-　ヤマト運輸専務取締役、東京大学経済学部講師。
- 1991年6月27日　-　ヤマト運輸代表取締役社長。
- 1997年4月28日　-　ヤマト運輸代表取締役会長。
- 2001年5月18日　-　退社。
- 2022年1月10日　-　死去[1]。88歳没。

。

## テレビ出演
- 2001年5月29日　-　「プロジェクトX」